# Nasheeu Sharafuddeen
Nasheeu Sharafuddeen (* 1. August 1984, auch Nasheeu Sharafudin) ist ein Badmintonspieler von den Malediven. 

## Karriere
Nasheeu Sharafuddeen nahm 2010 und 2014 an den Commonwealth Games teil, ohne sich dabei im Vorderfeld platzieren zu können. Bei den Indian Ocean Island Games 2011 wurde er Dritter im Herrendoppel. 2014 nahm er an den Asienspielen teil.